# 1997 en république démocratique du Congo

## Chronologie

### Mars 1997
- 1 mars : Massacre de Tingi Tingi : massacres de réfugiés parmi lesquels des Hutus rwandais ayant fui leur pays à la suite de la prise de pouvoir par le FPR et qui refusent leur rapatriement au Rwanda - entre 25.000 et 300.000 morts.

### Mai 1997
- Samedi 17 mai 1997 : Fin de la première guerre du Congo Les troupes de l’AFDL entrent à Kinshasa. Victoire de Laurent-Désiré Kabila au terme de plusieurs semaines de combat au Zaïre (ex-Congo belge).
- Mardi 20 mai 1997 : Laurent-Désiré Kabila prend officiellement le pouvoir et devient président de la République. Le Zaïre reprend son nom de Congo, devenant la république démocratique du Congo.

### Septembre 1997
- Dimanche 7 septembre 1997 : l’ancien président de la République Mobutu Sese Seko meurt à Rabat d’un cancer de la prostate, après avoir été soigné pendant de longs mois en Suisse et en France, et y est inhumé au cimetière Européen, quatre mois après son renversement[1].